# Stord
Stord – norweskie miasto i gmina leżąca w regionie Hordaland.
Stord jest 362. norweską gminą pod względem powierzchni.

## Demografia
Według danych z roku 2005 gminę zamieszkuje 16 516 osób. Gęstość zaludnienia wynosi 114,67 os./km². Pod względem zaludnienia Stord zajmuje 60. miejsce wśród norweskich gmin.
| ludność stan na 1 stycznia 2005 |         |           |        |
|                                 | kobiety | mężczyźni | razem  |
| osób                            | 8312    | 8204      | 16 516 |
| %                               | 50,33%  | 49,67%    | 100%   |

| wykształcenie stan na 1 października 2004 |        |         |        |        |
|                                           | podst. | średnie | wyższe | niezn. |
| osób                                      | 1848   | 7584    | 2819   | 238    |
| %                                         | 14,8%  | 60,73%  | 22,57% | 1,91%  |

## Edukacja
Według danych z 1 października 2004:
- liczba szkół podstawowych (norw. grunnskolar): 10
- liczba uczniów szkół podst.: 2683

## Władze gminy
Według danych na rok 2012 administratorem gminy (norw. rådmann) jest Magnus Mjør, natomiast burmistrzem (norw. ordfører, d. borgermester) jest Liv Kari Eskeland.

## Port lotniczy
Port lotniczy w Stord to Lotnisko Stord Sørstokken położone na północny zachód od Sagvåg na półwyspie Sørstokken.  